# شهرستان لوباچوف
شهرستان لوباچوف (به لهستانی: Powiat Lubaczów) یک شهرستان در لهستان است که در استان پودکارپاتسکیه واقع شده‌است. شهرستان لوباچوف ۱٬۳۰۸٫۳۷ کیلومتر مربع مساحت و ۵۷٬۱۲۰ نفر جمعیت دارد.